# Lorenzo Martini
Lorenzo Martini (Cambiano, 19 settembre 1785 – Torino, 3 aprile 1844) è stato un medico, fisiologo e pedagogista italiano.

## Biografia
Nato in un piccolo centro della provincia torinese, Lorenzo Martini compì studi classici a Chieri e poi, ospitato al Real Collegio delle Province di Torino, si rivolse allo studio delle scienze naturalistiche. Con la laurea in medicina nel 1815, cui seguirà anche quella in filosofia, ottenne l'insegnamento al predetto Istituto, prima di conseguire una brillante carriera nell'ateneo torinese. Qui, infatti, ottenne prima la docenza in fisiologia (1820) e poi quella di medicina legale, cattedra quest'ultima, istituita nel 1832, di cui fu il primo insegnante in assoluto.
Dell'Università di Torino fu anche rettore, negli anni in cui ebbe numerosi riconoscimenti, tra cui l'onorificenza di cavaliere dell'Ordine dei Santi Maurizio e Lazzaro.
Ma non mancarono episodi tragici, allorché, pochi anni dopo le nozze, perse la moglie (figlia del chimico Giovanni Antonio Giobert), dalla quale ancora non aveva avuti figli, né li avrebbe avuti in seguito, visto che non si risposò, per dedicarsi completamente all'insegnamento e alla stesura di saggi e manuali nelle discipline mediche. In questo filone, il più ricco, vanno almeno segnalati gli Elementa physiologiae (1821) e il corso in dodici volumi sulle Lezioni di fisiologia (1835-36), così come i tre volumi dell'Introduzione alla medicina legale (1825), accanto agli Elementa medicinae forensis, politiae medicae et hygienes (1832), cui avrebbe fatto seguito il Manuale di medicina legale (1839).
Il variegato percorso saggistico di Lorenzo Martini non si limitò (e non si esaurì) a studi a carattere medico-fisiologico e medico-legale. Anzi, forte del curriculum studiorum seguito fin da giovanissimo, cercò di approfondire i pensatori classici, come nel caso del compendio dedicato a Platone del 1844, di cui peraltro riuscì a terminare il manoscritto poco prima di morire, arrivando persino a stilare, nel 1840, sia pure non in forma sistematica, una Storia della filosofia.
Risultati migliori li ebbe, tuttavia, nel campo educativo-pedagogico. Questo indirizzo è testimoniato, oltre che dal saggio sulla Riforma della prima educazione del 1834, dai dodici volumi dell'Emilio pubblicati tra il 1821 e il 1823. Qui, facendo leva della sua vasta cultura, tratta emblematicamente di argomenti in cui si fondono, senza soluzione di continuità, il "viver sano" e il "maritaggio", il "governo della famiglia" e la felicità, le "tendenze morali" e la "moderazione nella prosperità", passando per i modi attraverso i quali "sopportare le avversità".

## Opere

### Medicina
- Elementa physiologiae, Tip. Pica, Torino 1821.
- Dei vantaggi che la medicina apporta alle nazioni, Tip. Chirio e Mina, Torino 1823.
- Introduzione alla medicina legale, 3 voll., Tip. Marietti, Torino 1825.
- La medicina curativa di Leroy, Tip. Marietti, Torino 1825.
- Prime linee di polizia medica, Tip. Fontana, Milano 1828.
- Della scienza del cuore, Tip. Fontana, Milano 1829.
- Della colera indica, Tip. Fodratti, Torino 1831.
- Elementa medicinae forensis, politiae medicae et hygienes, 4 voll., Tip. Marinetti, Torino 1832
- Manuale di polizia medica, Tip. Fontana, Milano 1828.
- Manuale d'igiene, Tip. Fontana, Milano 1829.
- Lezioni di fisiologia, 12 voll., Tip. Pomba, Torino 1831.
- Patologia generale, 2 voll., Tip. Elvetica, Capolago 1834.
- Invito a' medici piemontesi all'occasione del cholera-morbus, Tip. Cassone e Marzorati, Torino 1835.
- Storia della fisiologia, 8 voll., Tip Cassone e Marzorati, Torino 1835-1836.
- Manuale di medicina legale, Tip. Fontana, Milano 1839.

### Filosofia e Pedagogia
- Emilio, 12 voll., Tip. Marietti, Torino 1821-1823.
- Della solitudine, Tip. Marietti, Torino 1824.
- Narciso o regalo agli sposi, Tip. Marietti, Torino 1824.
- Guerra e pace dei sensi, Tip. Marietti, Torino 1825.
- Emilio o sia del governo della vita, Tip. Fontana, Milano 1829.
- Discorsi filadelfici, ossia fasti dell'ingegno italiano, Tip. Marietti, Torino 1832.
- Riforma della prima educazione, Tip. Marietti, Torino 1834.
- Della sapienza dei greci, Tip. Cassone e Marzorati, Torino 1836.
- Storia della filosofia, 3 voll., Tip. Pirotta, Milano 1840
- Platone compendiato e comentato, Tip. Elvetica, Capolago 1844.

### Biografie
- Alcune vite di donne celebri, 2 voll., Tip. Fontana, Milano 1829-1830.
- De clarissimo viro Thoma Tosio ex ordine Oratorum sacrae facultatis professore in regio Taurinensi Athenaeo, Tip. Regia, Torino 1830.
- Vita del conte Gian-Francesco Napolio, Tip. Bocca, Torino 1836.
- Vita Francisci Canevarii, Torino 1837.
- Cenni biografici di Lagrangia, Tip. Cassone e Marzorati, Torino 1840.

### Curatele
- A. von Haller, Poesie scelte, Stamp. Reale, Torino 1822.
- J.L. Alibert, Riflessioni sulla fisiologia delle passioni o nuova dottrina de' sentimenti morali, Tip. Marietti, Torino 1825.
- F. Redi, Consulti medici, Tip. Elvetica, Capolago 1831.
- D. Alighieri, La Divina Commedia, 3 voll., Tip. Marietti, Torino 1840.